# Öku-Thor

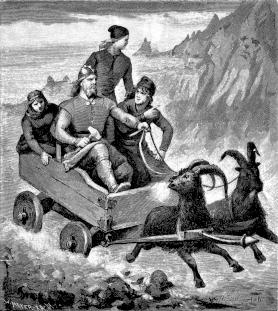
Thor als Öku-Þórr mit seinen Begleitern auf dem Weg zu Utgardloki

Öku-Thor, altnordisch Öku-Þórr (Fahr-Thor, im übertragenen Sinn Wagen-Thor) ist ein Beiname des germanischen Donnergottes Thor aus der nordischen Mythologie. Der Name erscheint nur bei Snorri Sturluson in dessen Prosa-Edda (Gylfaginning Kapitel 21, 44, 46) und ist eine etymologische Ableitung von altnordisch aka, „einen Wagen fahren“. Die besondere Benennung bezieht sich auf die charakteristische und attributierende Art der Fortbewegung Thors mittels eines von Böcken gezogenen Wagen.

“Þórr á hafra tvá, er svá heita: Tanngnjóstr ok Tanngrisnir, ok reið þá, er hann ekr, en hafrarnir draga reiðna. Því er hann kallaðr Öku-Þórr.”

„Thor besitzt zwei Böcke, Tanngnjost (Zahnknirscher) und Tanngrisnir (Zahngrinser), und den Wagen, auf dem er fährt, und den die Böcke ziehen; daher heißt er Wagen-Thor.“

“…at Öku-Þórr fór með hafra sína ok reið ok með honum sá áss, er Loki er heitir.”

„…dass der Wagen-Thor mit seinem Bocksgespann kutschierte, und mit ihm der Ase, der Loki heißt.“